# Wydział Chemii Uniwersytetu Mikołaja Kopernika w Toruniu

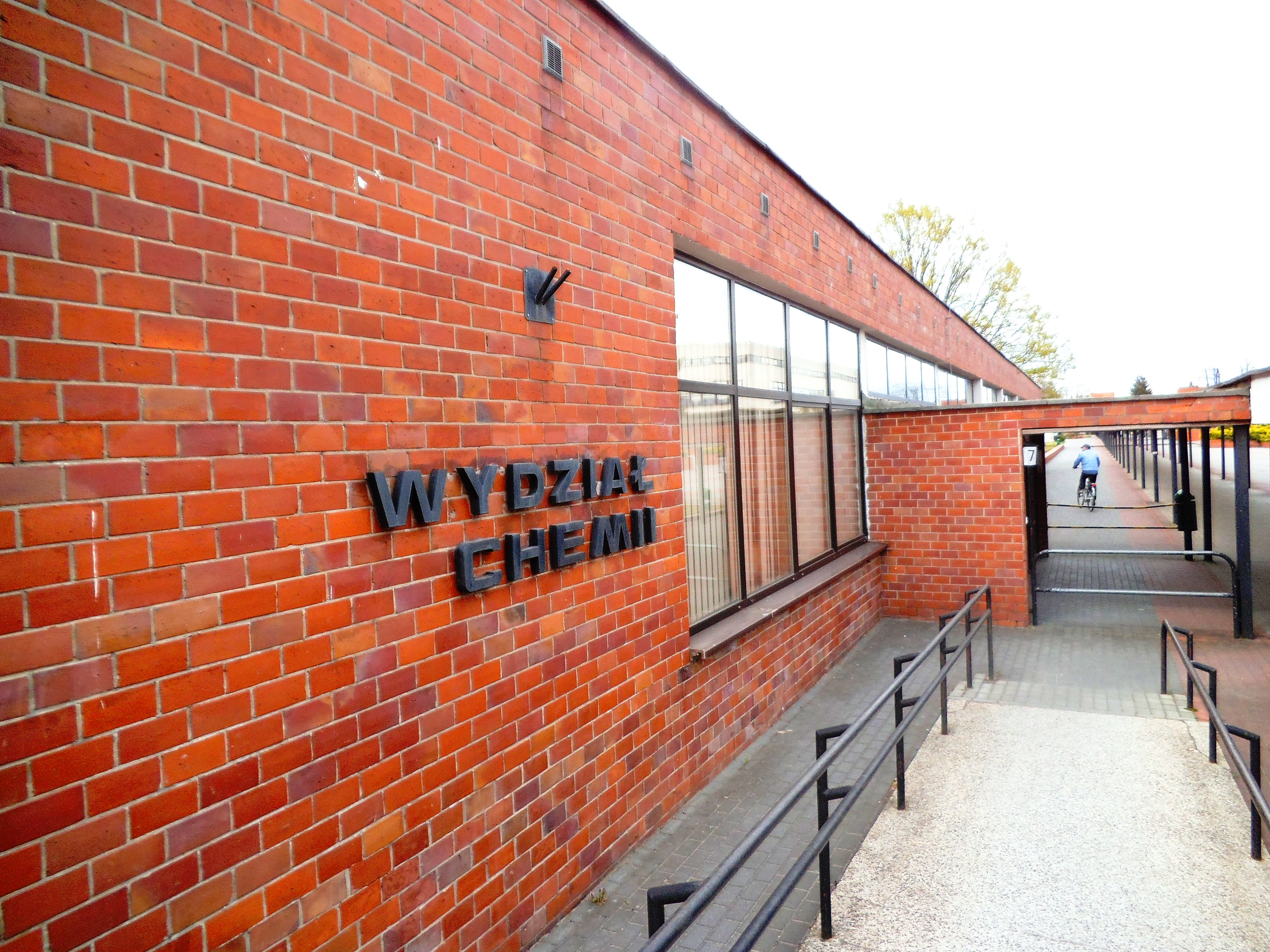
Wydział Chemii, wejście

Wydział Chemii Uniwersytetu Mikołaja Kopernika w Toruniu – jednostka naukowo-badawcza będąca jednym z 16 wydziałów Uniwersytetu Mikołaja Kopernika w Toruniu. Siedziba wydziału znajduje się w zachodniej części miasta, w dzielnicy Bielany, na terenie Miasteczka Akademickiego, przy ul. Jurija Gagarina 7.

## Historia
Wydział Chemii utworzony został w 1993 roku w wyniku podziału Wydziału Matematyki, Fizyki i Chemii.

## Kierunki kształcenia
Obecnie (r. akad. 2024/25) Wydział daje możliwość podjęcia studiów pierwszego i drugiego stopnia na pięciu kierunkach:
- chemia
- chemia medyczna
- chemia kosmetyczna
- chemia kryminalistyczna
- chemia i technologia żywności.

## Struktura Wydziału

### Katedry
| Katedra                                                | Kierownik                        |
| ------------------------------------------------------ | -------------------------------- |
| Katedra Chemii Analitycznej i Spektroskopii Stosowanej | prof. dr hab. Edward Szłyk       |
| Katedra Chemii Biomateriałów i Kosmetyków              | prof. dr hab. Alina Sionkowska   |
| Katedra Chemii Fizycznej i Fizykochemii Polimerów      | dr hab. Wojciech Kujawski        |
| Katedra Chemii Biomedycznej i Polimerów                | prof. dr hab. Andrzej Wojtczak   |
| Katedra Chemii Materiałów, Adsorpcji i Katalizy        | prof. dr hab. Jerzy Łukaszewicz  |
| Katedra Chemii Nieorganicznej i Koordynacyjnej         | dr hab. Piotr Piszczek           |
| Katedra Chemii Organicznej                             | dr hab. Jacek Ścianowski         |
| Katedra Chemii Środowiska i Bioanalityki               | prof. dr hab. Bogusław Buszewski |
| Katedra Technologii Chemicznej                         | dr hab. Urszula Kiełkowska       |
| Katedra Chemii Kwantowej i Spektroskopii Atomowej      | prof. dr hab. Maria Barysz       |

### Pracownie
| Pracownia                           | Kierownik             |
| ----------------------------------- | --------------------- |
| Pracownia Analiz Instrumentalnych   | dr Grzegorz Trykowski |
| Laboratorium Badań Środowiska Pracy | dr Anna Filipiak-Szok |

## Poczet dziekanów
1. prof. dr hab. Marek Zaidlewicz (1993–1999)
2. dr hab. Józef Ceynowa (1999–2005)
3. dr hab. Jerzy Łukaszewicz (2005–2012)
4. prof. dr hab. Edward Szłyk (2012–2020)
5. prof. dr hab. Iwona Łakomska (2020-2024)
6. dr hab. Urszula Kiełkowska, prof. UMK (od 2024)

## Władze
W kadencji 2024–2028:
| Stanowisko                                                            | Imię i nazwisko                           |
| --------------------------------------------------------------------- | ----------------------------------------- |
| Dziekan                                                               | dr hab. Urszula Kiełkowska, prof. UMK     |
| Prodziekan ds. nauki i współpracy z otoczeniem społeczno-gospodarczym | dr hab. Sylwia Studzińska, prof. UMK      |
| Prodziekan ds. rozwoju i współpracy międzynarodowej                   | dr hab. Marta Ziegler-Borowska, prof. UMK |
| Prodziekan ds. studenckich i kstałcenia                               | dr Andrzej Wolan                          |